# 阿米西屋頂稜鏡
阿米西屋頂稜鏡是以發明者義大利天文學家喬凡尼·阿米西命名的， 是反射型的光學稜鏡，可以將圖像倒置並偏轉90°。他常用在望遠鏡的目鏡，做為圖像架設的系統。
這個元件的形狀像是在最長邊附加上屋頂的標準直角稜鏡（包括兩個以90°正交的平面），在屋頂部分的全反射使圖像側向翻轉。圖像的旋向性沒有被改變。
稜鏡的屋頂面有時會塗上光學鍍膜成為鏡子的表面，這使稜鏡不會受限於全反射的臨界角，能接受較大角度的入射光。
不要將非色散的阿米西屋頂稜鏡與有色散功能的阿米西稜鏡混淆在一起。

## 資料來源
- 譯自英文維基百科（英语：Amici roof prism）